# Linden (Brabant-Septentrional)
Pour les articles homonymes, voir Linden.

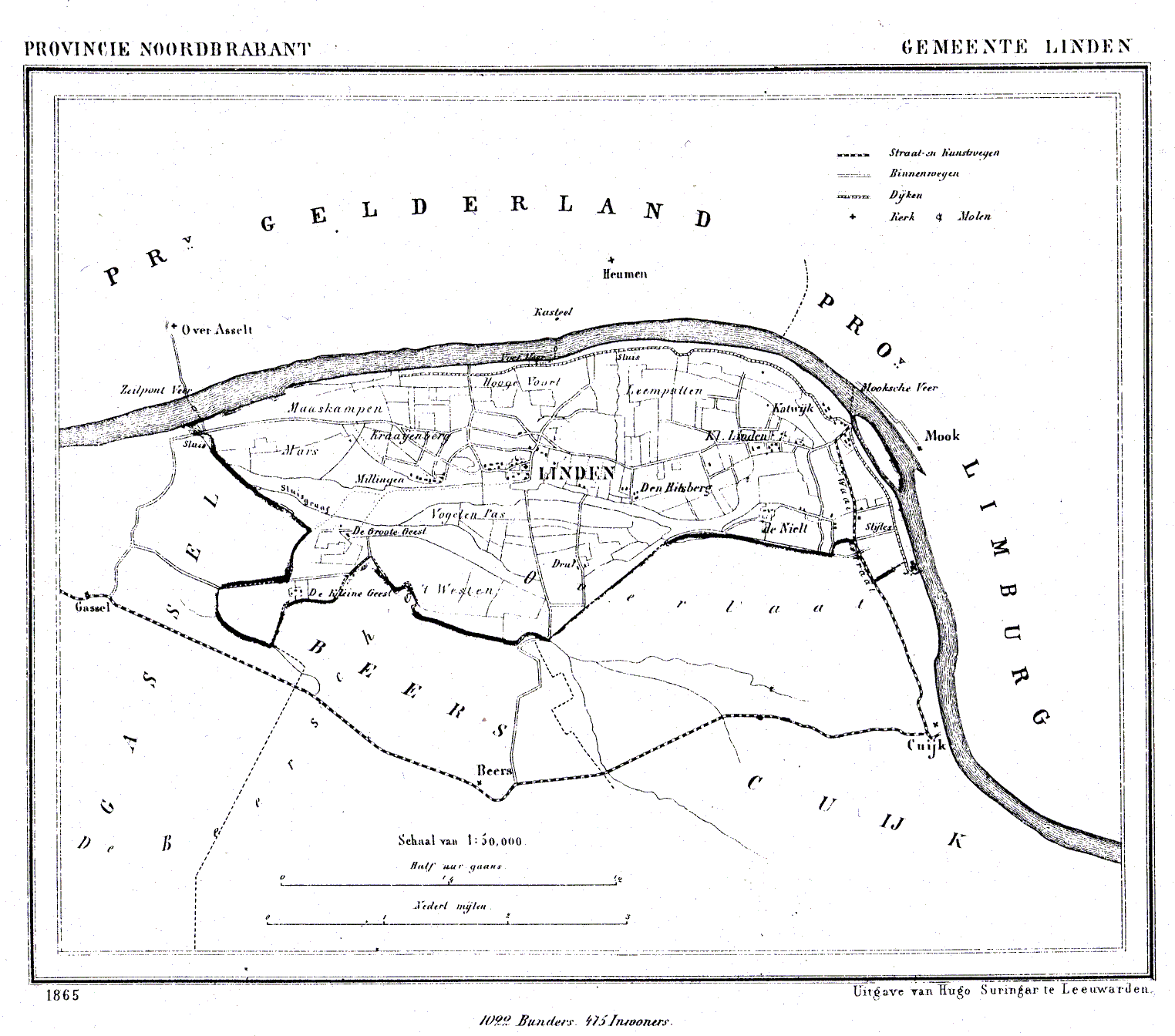
L'ancienne commune de Linden en 1865

Linden est un village néerlandais de la commune de Cuijk dans le nord-est de la province du Brabant-Septentrional sur la rive gauche de la Meuse. Jusqu'en 1942, Linden a été une commune indépendante. Le 1er janvier 2005, Linden compte 274 habitants.

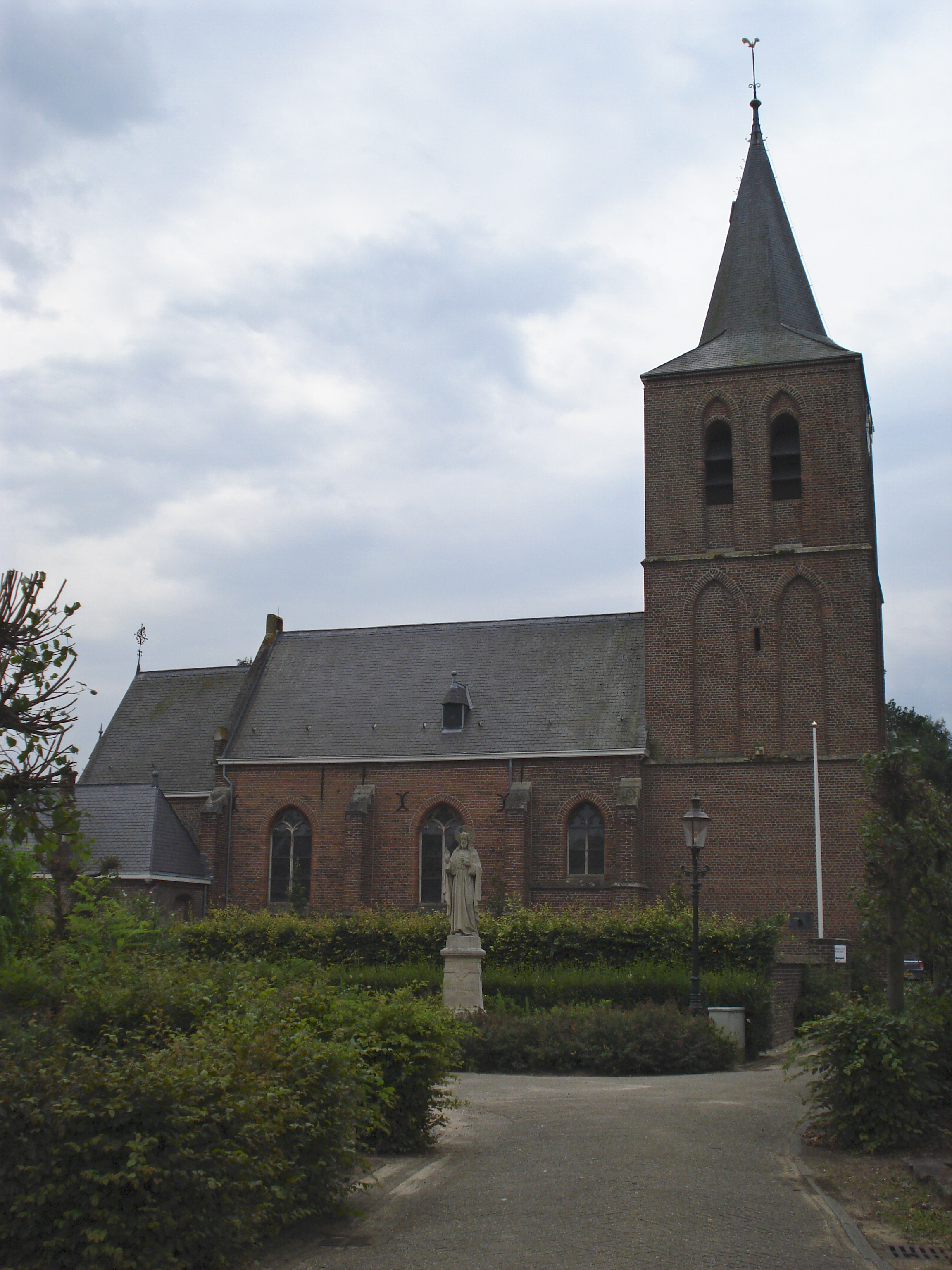
Linden, l'église Saint Lambert

## Le nom et les origines
Le nom Linden est dérivé du mot germanique Lindo, qui signifie linde, tilleul. Le site de Linden est un mont, monticule de quelques mètres, qui sauvegarde le site contre les inondations multiples de la Meuse et le rend apte pour l'habitation. Les plus anciennes vestiges d'habitations dans le Pays de Cuijk, trouvés par des archéologues, sont à Linden et datent d'il y a près de 5 000 ans. On a aussi trouvé des pièces romaines, des urnes et des restes de poterie avec l'étampe du potier Petrullus du début de notre ère. 

## L'histoire
Linden fait partie du Pays de Cuijk. Les premiers écrits sur Linden sont une liste de terres communes de 1308 et le testament de Jutta de Nassau de 1312, qui mentionnent Kerklienden et Linen. Il ne reste pas de vestiges de ce Linden médiéval. On reconnaît tout de même les contours d'anciens fossés et on a trouvé les restes d'un bâtiment en pierre : quelques reuzenmoppen, (des grandes briques) sur une fondation de pierre calcaire. On n'a pas pu dater ce château, mais il pourrait être du temps de Charles V, roi d'Espagne, qui a donné sa protection au Pays de Cuijk. En 1560, Guillaume d'Orange acquiert Grave et le Pays de Cuijk. Vers 1814, sous Napoléon et à la fondation de royaume uni des Pays-Bas, Linden devient commune indépendante comprenant Groot Linden, Klein Linden et Katwijk. Bien que l'on construise vers 1880 une nouvelle mairie à mi-chemin, il reste des dissidences et quand en 1942 Groot-Linden et Gassel sont annexés par l'ancienne commune de Beers, Klein-Linden et Katwijk choisissent l'ancienne commune de Cuijk en Sint Agatha. 
En 1994, la commune de Beers est dissoute, Gassel est annexé à la commune de Grave, tandis que Beers et Groot-Linden sont attachés à Cuijk en Sint Agatha, qui prend le nom de commune de Cuijk. Ainsi Groot et Klein Linden se sont retrouvés.

## La vie religieuse
Linden, qui jusqu'alors dépendait de la Paroisse de Cuijk, devient entre 1556 et 1564 une paroisse indépendante et on construit vers 1600 l'église Saint Lambert, le plus vieux bâtiment d'église du Pays de Cuijk et monument historique protégé. À l'intérieur se trouvent plusieurs objets d'art religieux des XVe et XVIe siècles. 
Dès 1565 on fonde la guilde des archers de Saint Antoine et de Sainte Marie. Cette guilde existe toujours en tant que groupe folklorique. 
L'ancien presbytère est construit vers 1700. Le curé Koolwijk dirige de 1813 à 1829 dans ce bâtiment un séminaire pour le vicariat de Grave et il forme 164 prêtres. Après sa mort en 1829, son successeur n'ose pas prendre la responsabilité et ferme le séminaire.         

## L'eau et Linden
Linden, souvent isolé par des inondations de la Meuse, est resté longtemps un village dormant. En 1922 on met en place entre Linden et Gassel le Beerse Overlaat, Déversoir de Beers. Ce déversoir, un quai bas de la Meuse était une mesure de sécurité pour régulariser les inondations fréquentes de la rive gauche de la Meuse. Le déversoir déviait en temps de crue le trop-plein de la Meuse vers la zone inondable du Maaskant pour rejoindre la Meuse à la hauteur de Bois-le-Duc. Le Déversoir de Beers est fermé en 1942. Actuellement, on étudie la possibilité d'une réinstallation du déversoir. 
Entre-temps, on a creusé de grandes carrières de sable et de graviers autour de Linden. Après épuisement, ces carrières ont été changées en grands plans d'eau, neuf au total, qui encerclent le village de Linden, devenu presqu'île. Ces Kraaijenbergse Plassen donnent à Linden un avenir dans le tourisme aquatique.     

## Galerie d'images

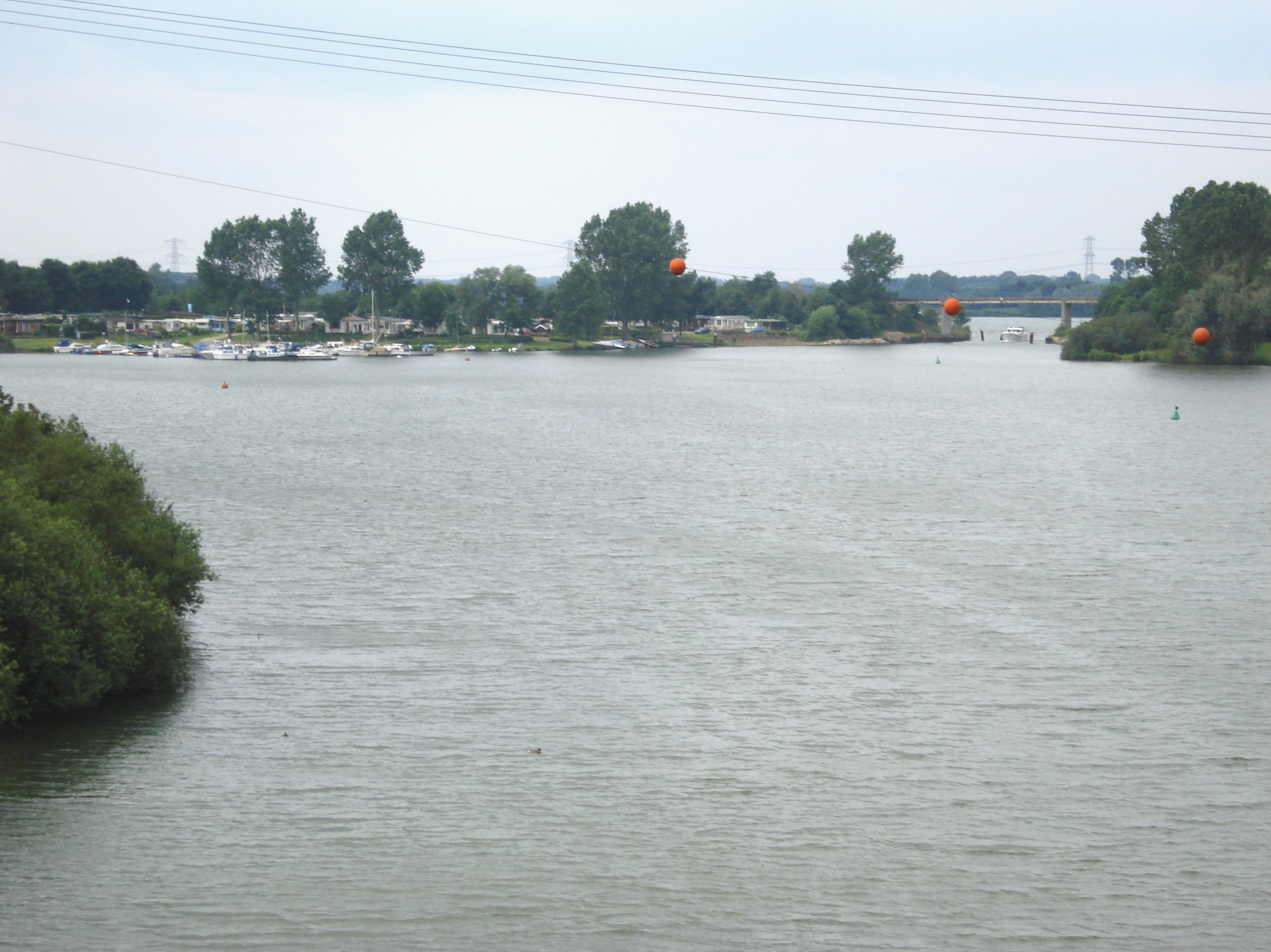
Linden, Kraaijenbergse plassen avec port de plaisance
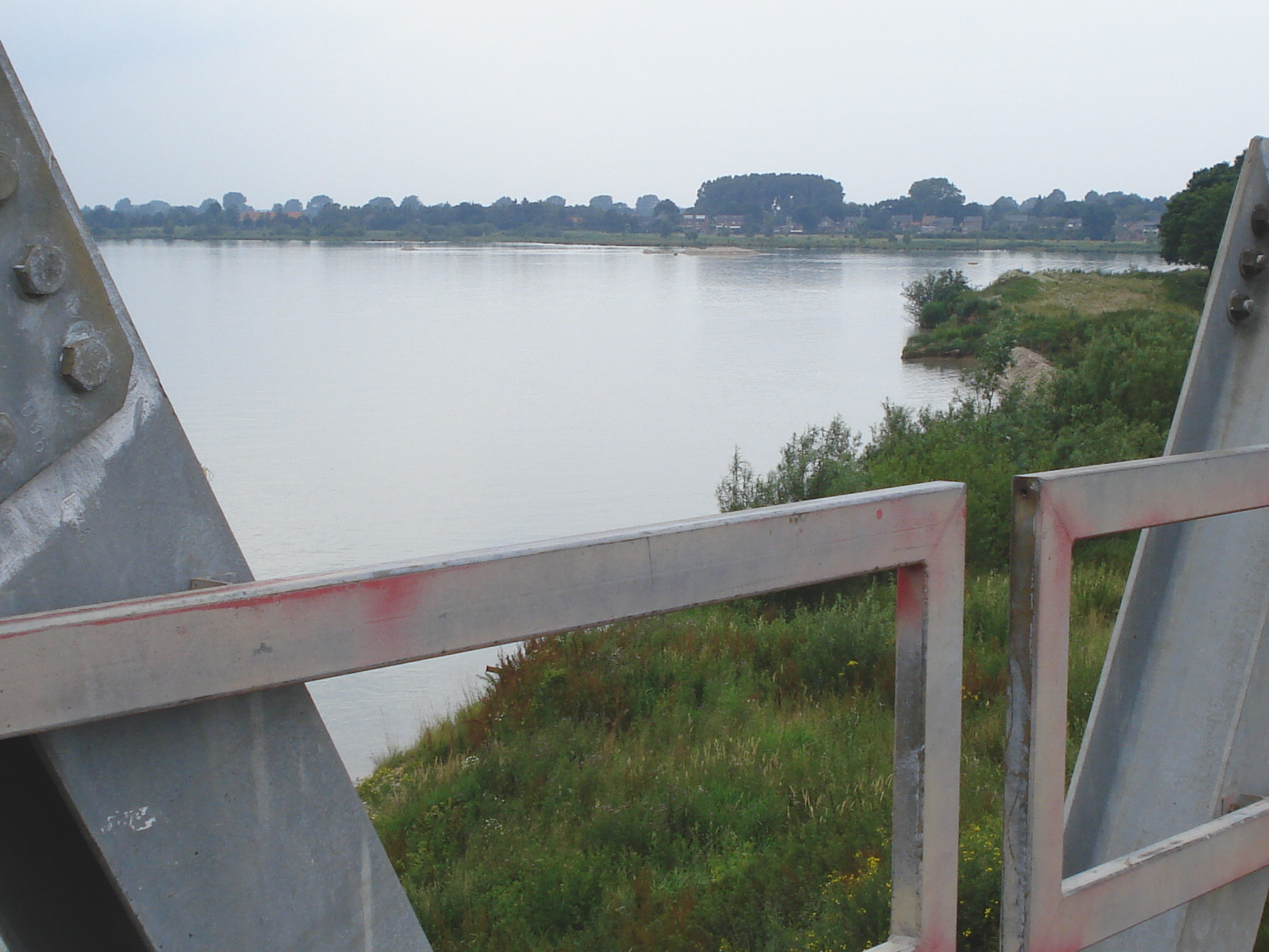
Kraaijenbergse plassen, au fond Linden
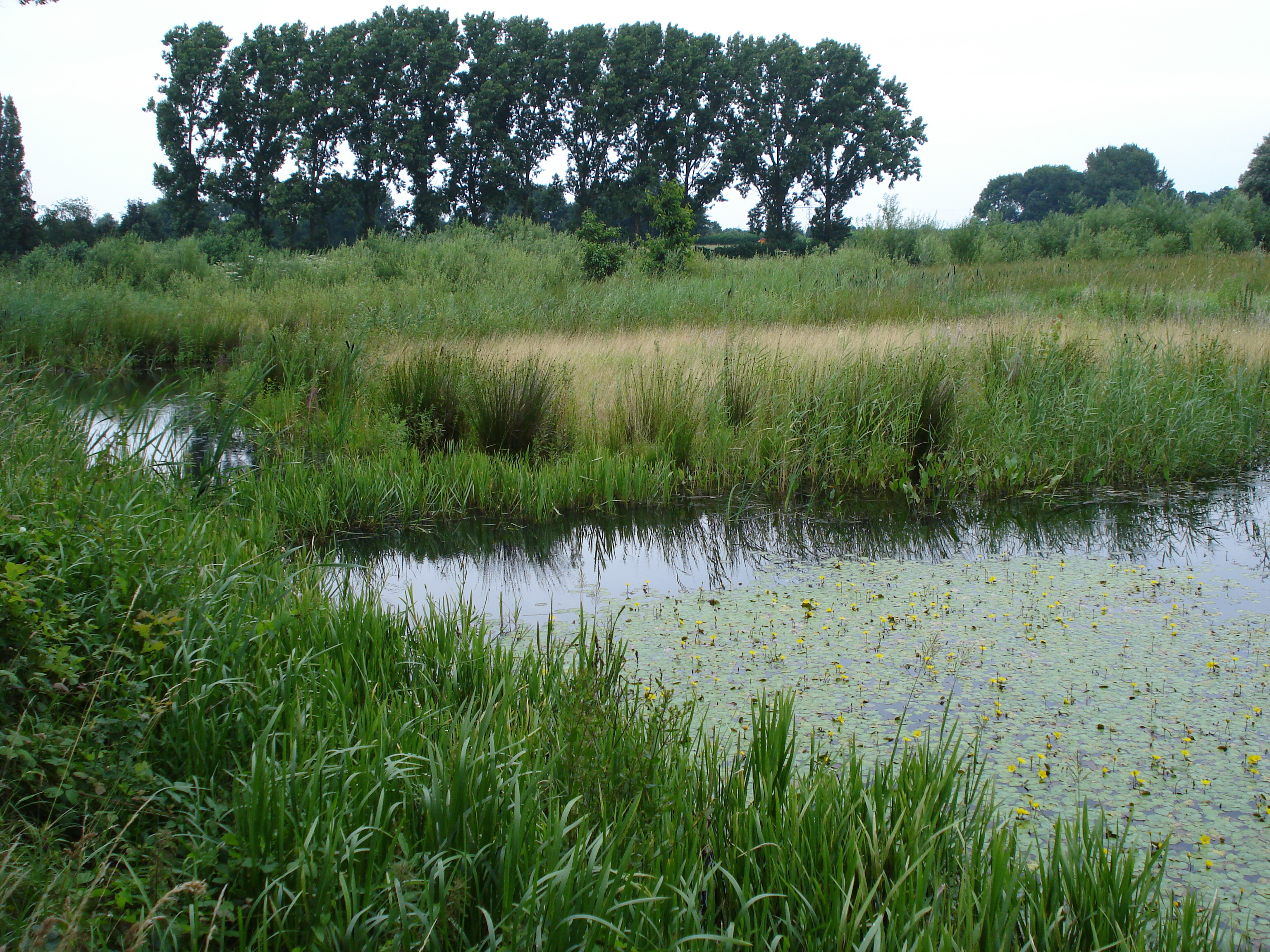
Linden, paysage